# هرنان غافيريا
هيرمان جافيريا كارفاجال (بالإسبانية:  Hermán Gaviria Carvajal)‏ (و.27 نوفمبر 1969 - ت. 24 أكتوبر 2002) كان لاعب كرة قدم كولومبي دولي سابق الذي لعب كخط وسط.

## مولده ومسيرته
ولد في 27 توفمبر عام 1969 في مدينة كاربا في كولومبيا
خلال مسيرته، تنقل جافيريا بين أتليتيكو ناسيونال وديبورتيس توليما وديبورتيفو كالي وأتليتيكو بوكارامانغا وشونان بلمار من الدوري الياباني الممتاز 2.
حصل ما مجموعه 27 مباراة دولية مع منتخب بلاده سجل خلالها 3 اهداف واختير لنهائيات كأس العالم لكرة القدم 1994 في الولايات المتحدة.

## وفاته
توفي جافيريا يوم 24 أكتوبر عام 2002، عندما كان هو وزميله جيوفاني كوردوبا بصاعقة برق
خلال جلسة تدريبية مع نادي ديبورتيفو كالي. مات غافيريا على الفور، على الرغم من أنه لم تُعلن وفاته حتى وصوله إلى مستشفى فال دو ليلي؛ وتوفي زميله في الفريق أيضاً جيوفاني كوردوبا بعد ثلاثة أيام.
كان الملقب ب "كاريبا"، قد ترك ورائه زوجة وطفلين، وكان عمره 32 عاما فقط .

## إحصائيات مسيرته الكروية
| Club performance | Club performance | Club performance             | League | League | Cup                  | Cup                  | League Cup          | League Cup          | Total | Total |
| Season           | Club             | League                       | Apps   | Goals  | Apps                 | Goals                | Apps                | Goals               | Apps  | Goals |
| Japan            | Japan            | Japan                        | League | League | كأس إمبراطور اليابان | كأس إمبراطور اليابان | كأس الدوري الياباني | كأس الدوري الياباني | Total | Total |
| ---------------- | ---------------- | ---------------------------- | ------ | ------ | -------------------- | -------------------- | ------------------- | ------------------- | ----- | ----- |
| 2001             | شونان بلمار      | دوري الدرجة الثانية الياباني | 23     | 4      | 0                    | 0                    | 1                   | 0                   | 24    | 4     |
| Country          | Japan            | Japan                        | 23     | 4      | 0                    | 0                    | 1                   | 0                   | 24    | 4     |
| Total            | Total            | Total                        | 23     | 4      | 0                    | 0                    | 1                   | 0                   | 24    | 4     |

## إحصائيات المهنية الدولية
| المنتخب الوطني الكولومبي | المنتخب الوطني الكولومبي | المنتخب الوطني الكولومبي |
| Year                     | Apps                     | Goals                    |
| ------------------------ | ------------------------ | ------------------------ |
| 1993                     | 6                        | 0                        |
| 1994                     | 3                        | 2                        |
| 1995                     | 10                       | 0                        |
| 1996                     | 0                        | 0                        |
| 1997                     | 7                        | 1                        |
| 1998                     | 0                        | 0                        |
| 1999                     | 1                        | 0                        |
| Total                    | 27                       | 3                        |

## روابط خارجية
- http://www.national-football-teams.com/player/13692/Hernan_Gaviria.html
- هرنان غافيريا على موقع الاتحاد الدولي (مؤرشف)  (الإنجليزية)
- هرنان غافيريا على موقع رابطة كرة القدم اليابانية للمحترفين (اليابانية)
- هرنان غافيريا على موقع قاعدة بيانات كرة القدم.إي يو (الإنجليزية)
- هرنان غافيريا على موقع ناشيونال فوتبول تيمز (الإنجليزية)
- هرنان غافيريا على موقع Soccerway.com (الإنجليزية)
- هرنان غافيريا على موقع عالم كرة القدم.نت (الإنجليزية)
- هرنان غافيريا على موقع أوليمبيديا (الإنجليزية)